# Toivo Loukola
Toivo Loukola (Finlandia, 2 de octubre de 1902-10 de enero de 1984) fue un atleta finlandés, especialista en la prueba de 3000 m obstáculos en la que llegó a ser campeón olímpico en 1928.

## Carrera deportiva
En los JJ. OO. de Ámsterdam 1928 ganó la medalla de oro en los 3000 m obstáculos, empleando un tiempo de 9:21.8 que fue récord del mundo, llegando a meta por delante de sus compatriotas los también finlandeses Paavo Nurmi y Ove Andersen (bronce).